# Maine-de-Boixe
Maine-de-Boixe é uma comuna francesa na região administrativa da Nova Aquitânia, no departamento de Charente. Estende-se por uma área de 9,35 km². Em 2010 a comuna tinha 485 habitantes (densidade: 51,9 hab./km²).